# Harsdorf (Magdeburg)
Harsdorf war ein Dorf auf dem Gebiet der heutigen Stadt Magdeburg und wurde im 17. Jahrhundert zur Wüstung. Zusammen mit den Flächen der ehemaligen Dörfer Schrotdorf und Rottersdorf ging aus dem Gebiet Harsdorfs der spätere Magdeburger Stadtteil Wilhelmstadt (heute Stadtfeld) hervor.

## Lage

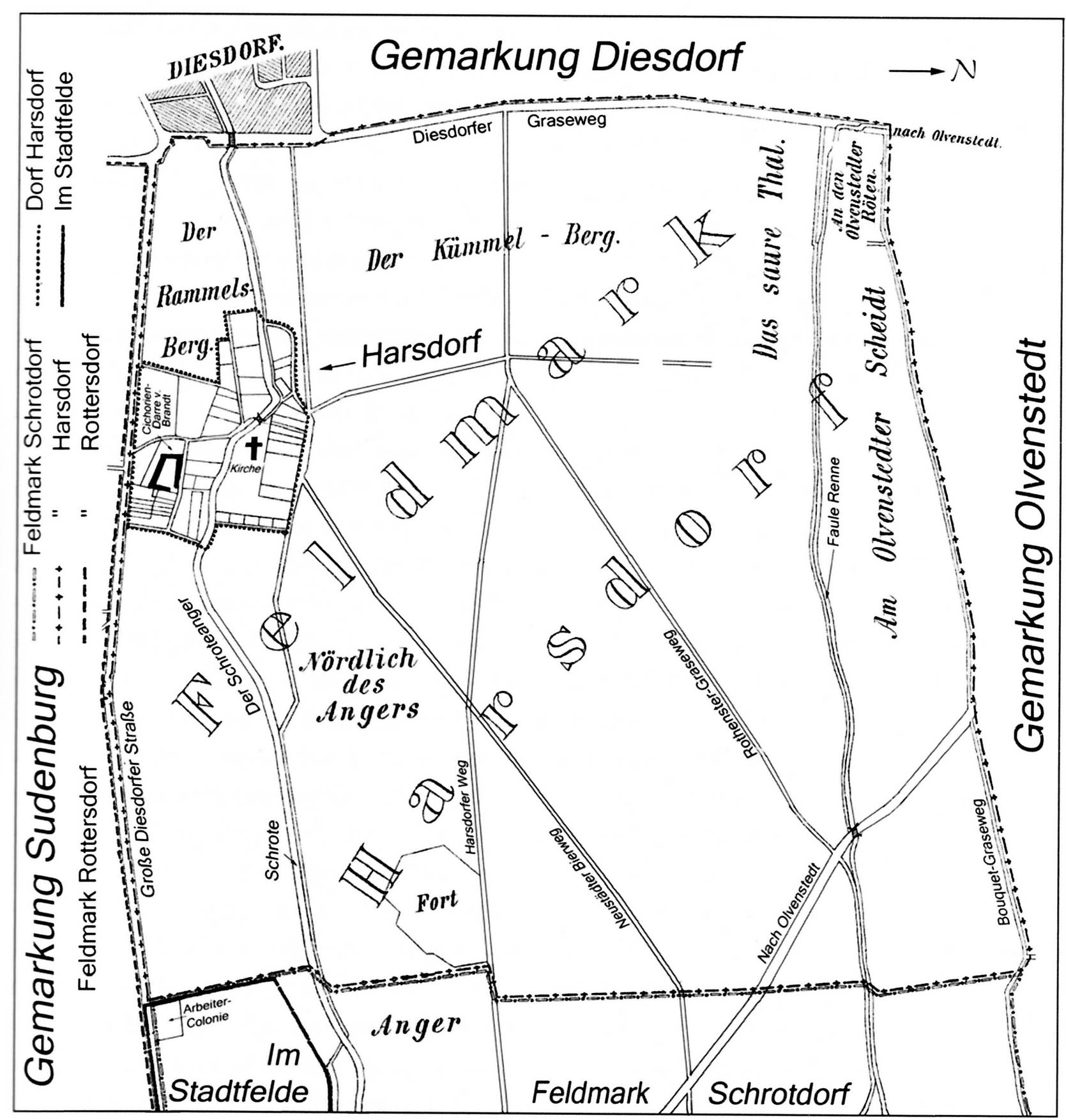
Lage des Dorfes und der Feldmark Harsdorf

Das Dorf mit etwa 27 Höfen befand sich im Bereich des heutigen südlichen Lindenweilers beiderseits der Schrote und grenzte im Süden an die heutige Große Diesdorfer Straße. Das Dorf hatte eine eigene Kirche, die sich auf Hügel nördlich der Schrote inmitten des Dorfes und von der Schäferei, einer Scheune und Stallungen umringt befand.
Zu beiden Seiten der Schrote hatte zudem mal eine Wassermühle gestanden.
Die Feldmark Harsdorf mit einer Größe von 1070 Morgen und 57 Quadratruten begann bei der Großen Diesdorfer Straße im Süden, grenzte im Westen an Diesdorf, reichte im Norden bis zum Boquet-Graseweg und im Osten bis zum heutigen Europaring.

## Geschichte
Erstmals urkundlich erwähnt wurde Harsdorf als Hartaratesdorf im Jahre 900 als Besitz des Klosters Corvey. Am 21. September 937 übereignete Otto I. das Dorf dem neu gegründeten Moritzkloster.
Die Mönche übersiedelten später in das Kloster Berge, in dessen Besitz das Dorf verblieb. Die Schenkungen Ottos I. wurden 973 durch seinen Sohn Otto II bestätigt. 1145 wurde der Besitz des Klosters durch Papst Lucius II. und 1209 durch Papst Innocenz III. bestätigt. 1280 wurde die Harsdorfer Kirche erwähnt. Teile des Dorfes gingen in den Besitz des Zisterzienserinnenklosters „ad sanctum Agnetem“ über.
1314 kam es zu einem Streit zwischen der Stadt Magdeburg und Erzbischof Burchard, der daraufhin zusammen mit seinen Verbündeten Magdeburg belagerte und die Harsdorfer Kirche befestigte. Durch einen Vergleich zwischen den Parteien, den Markgraf Waldemar von Brandenburg stiftete, konnte der Konflikt beigelegt werden.

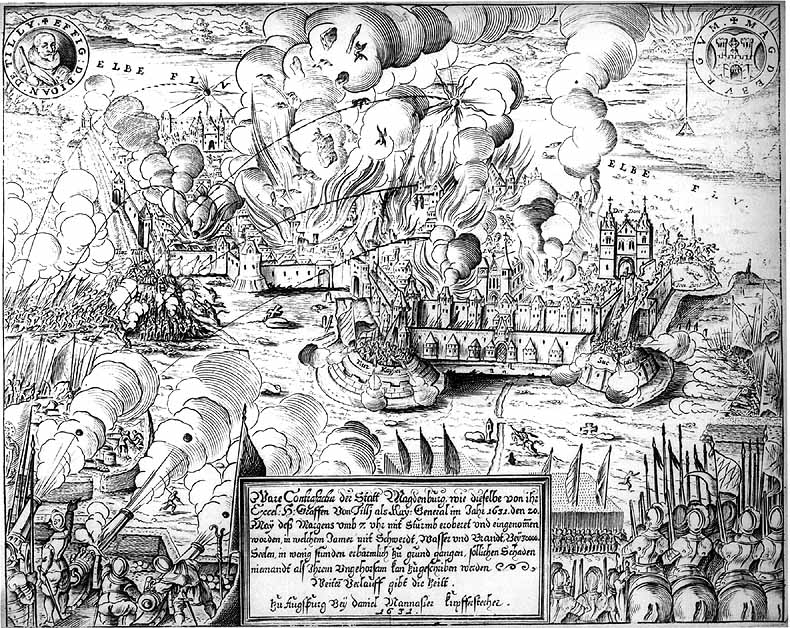
Schlacht um Magdeburg am 20. Mai 1631 vom Westen der Stadt aus gesehen. Kupferstich von Matthäus Merian

Nach Einführung der Reformation weigerte sich die Stadt Magdeburg 1548, das Augsburger Interim anzuerkennen. Daher zog Georg zu Mecklenburg mit der Unterstützung des Kaisers Karl V. gegen Magdeburg. Nach einer schweren Niederlage der Magdeburger Truppen bei Hillersleben wurde die Stadt vom September 1550 bis November 1551 belagert. Am 17. November 1550 verlagerten die Truppen ihr Lager von Fermersleben nach Diesdorf, wo sie vor Harsdorf eine Schanze bauten.
1564 waren noch zwei Höfe in Magdeburg bewohnt. Als das benachbarte Diesdorf im Dreißigjährigen Krieg 1630/1631 durch 1.900 Soldaten der Truppen Tillys besetzt war, wurde Harsdorf an der Gefechtslinie erneut verschanzt. Bis zum Ende des Krieges wurde Diesdorf bis auf die Kirche zerstört. Es wird angenommen, dass auch Harsdorf zu dieser Zeit unterging.
1638 wird der Ort nach dem Flurbuch als wüst bezeichnet.
Zusammen mit den Flächen der ehemaligen Dörfer Schrotdorf und Rottersdorf ging aus dem Gebiet Harsdorfs der spätere Magdeburger Stadtteil Wilhelmstadt, später Stadtfeld, hervor, der 1991 in Stadtfeld Ost und West aufgeteilt wurde.

## Erinnerungen
Heute erinnert die Benennung der Straßen Harsdorfer Berg, Harsdorfer Straße, Harsdorfer Worthen und des Harsdorfer Platzes im Stadtteil Stadtfeld West an das Dorf Harsdorf.